# Jeanne Blancard
Pour les articles homonymes, voir Blancard.
Jeanne Blancard, née le 4 octobre 1884 à Paris (7e arrondissement) et morte le 6 octobre 1972 à Villiers-le-Bel, est une compositrice et pianiste française.

## Biographie
Fille de Célestine Blancard, elle-même compositrice, Jeanne-Célestine est une enfant prodige. Les Six Pièces pour le piano sont composées avant sa 8e année ; la Pastorale  pour le piano, la Première Valse, la Marche nuptiale sont éditées en 1894 ; elle avait dix ans. Sa renommée a traversé l'Atlantique. À vingt ans, elle donnait des concerts à la salle Pleyel. Elle a été professeure à l'École normale de musique ; parmi ses élèves : Éric Gaudibert, Françoise Deslogères, Robert Sigmund
Le 13 novembre 1903, elle se produit à la salle des fêtes de Nantes.

## Œuvres
- Pastorale pour le piano  op. 8 ; illustrée par H. Viollet (Maquet 1894) Partition lire en ligne sur Gallica
- Première Valse (Maquet 1894) Partition lire en ligne sur Gallica
- Six Pièces pour le piano (Maquet 1894) Partition lire en ligne sur Gallica
- Fileuse (Maquet 1897) Partition lire en ligne sur Gallica
- Marche nuptiale pour le piano (Maquet 1894) Partition lire en ligne sur Gallica
- Principes élémentaires de la technique pianistique : d'après la méthode Alfred Cortot (Salabert 1938) Principes élémentaires lire en ligne sur Gallica

## Hommages
Jacques Greys, ancien élève, rendit hommage à sa professeure, vingt-cinq après sa mort, par un concert